# A17 (België)

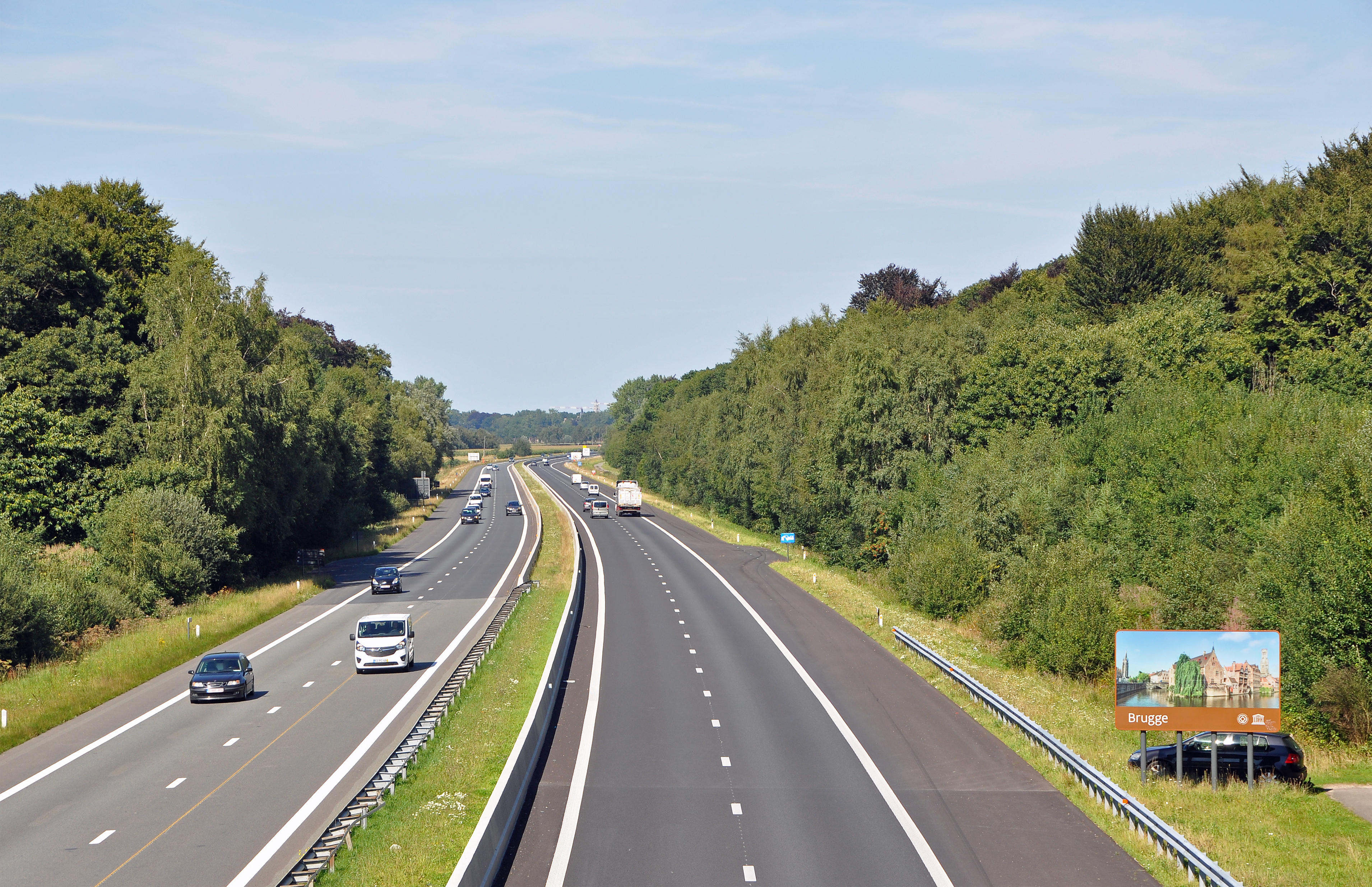
De A17

De Belgische autosnelweg A17 is een belangrijke verbinding tussen het zuiden van de provincie West-Vlaanderen (met name Kortrijk en Roeselare) en het noorden ervan (Brugge). De Europese route 403 volgt grotendeels de A17.
De snelweg vertrekt vanuit Marquain, in de buurt van Doornik en het Franse Rijsel, en loopt noordwaarts, voorbij Kortrijk, Roeselare en Torhout. In Brugge gaat de autosnelweg over in de N31, de grote ringweg langs het westen van de stad, die verder loopt naar Zeebrugge en de haven.

## Geschiedenis
De A17 Doornik-Kortrijk-Brugge werd aangelegd als lange noord-zuidverbinding tussen Brugge met zijn haven en het zuiden van West-Vlaanderen, verlengd tot de Autoroute de Wallonie (E42) te Doornik. Deze autoweg werd geconcipieerd als één zijde van de West-Vlaamse autosnelwegendriehoek. De andere zijden zouden gevormd worden door de A18 en de A19.
Lange tijd is er onzekerheid geweest over de manier waarop de verbinding met de Zeebrugse haven gemaakt moest worden. Het ene tracé opteerde voor een verbinding via Loppem die ook het centrum van Brugge zou bedienen. Een andere optie was een wijdere boog omheen de Brugse agglomeratie via Jabbeke en Varsenare (zie ook A301). Na jaren getouwtrek werd de knoop doorgehakt in 1977 en werd er gekozen voor het tracé via Loppem, ook al waren er al twee bruggen gebouwd te Varsenare. De lokale landbouw- en milieuvereniging bleken te sterk gekant tegen een tracé doorheen de waardevolle polders ten westen van Brugge. Het tracé langs Jabbeke was echter wel al ingetekend op de gewestplannen. Vanwege krappe budgetten werd de verlenging tot Zeebrugge eerder al voorlopig uitgewerkt als expresweg langs Brugge: de latere 'N31'. Het ongelijkvloers maken van de kruispunten van de N31 werd jarenlang uitgesteld. Het feit dat het tracé van de A17 via Jabbeke nog op de gewestplannen stond was een gemakkelijke motivatie voor dit uitstel.
Omdat de N31 doorheen de Brugse agglomeratie loopt, werd in het begin van de 21ste eeuw besloten de haven van Zeebrugge te ontsluiten via een nieuwe autosnelweg ten noorden van Brugge, als onderdeel van de A11. Tevens werd er werk gemaakt van het conflictvrij maken van de kruisingen op de N31. Dit proces werd voltooid in 2018.
In het zuiden werd op 12 juni 1998 de A17 voltooid, toen het laatste ontbrekende stuk, enkele kilometers in Dottenijs, was aangelegd. Door Vlaams-Waalse onenigheid was de doortrekking van de snelweg meer dan twintig jaar uitgesteld geweest. Vóór de voltooiing moesten bestuurders uit Vlaanderen de snelweg verlaten op het knooppunt Aalbeke. Het stuk tussen dit knooppunt en Dottenijs werd echter al in de jaren 70 aangelegd, op het grondgebied van Aalbeke, Marke, Rollegem en Bellegem en zo lag meer dan twintig jaar lang ongeveer 10 km snelweg ongebruikt.